# Сэй, Джеффри де, 2-й барон Сэй
Джеффри де Сэй (лат. Geoffrey de Say; примерно 1305 — 26 июня 1359) — английский аристократ, 2-й барон Сэй с 1323 года, участник Столетней войны. 

## Биография
Джеффри де Сэй принадлежал к старинному рыцарскому роду. Он родился в 1304 или 1305 году в семье Джеффри де Сэя, 1-го барона Сэя, и его жены Идонеи Лейбёрн. После смерти отца в 1323 году Джеффри унаследовал семейные владения в Кенте и других графствах и баронский титул, а полностью вступил в свои права в 1326 году, когда стал совершеннолетним. В 1336 году он был адмиралом южного побережья Англии, в 1337 году — капитаном в западных морях. В 1338 году участвовал во фландрском походе, в 1342 году служил в Бретани под началом Уильяма де Богуна, графа Нортгемптона. 
В 1346 году Сэй сражался при Креси. В 1349 году он нанялся к королю Эдуарду III на пожизненную службу во главе 20 латников и 20 лучников за 200 марок в год. В 1355 году Сэй стал констеблем Рочестерского замка, в 1357 году заседал в судебной комиссии в графстве Кент.
Сэй был женат на Мод де Бошан, дочери Ги де Бошана, 10-го графа Уорика, и Элис де Тосни. В этом браке родились:
- Идонея, жена Джона Клинтона, 3-го барона Клинтона[4];
- Джоан, жена сэра Уильяма Файнса, бабка Джеймса Файнса, 1-го барона Сэя и Сила[5];
- Элизабет, жена сэра Томаса де Алдуна[5];
- Уильям (1340—1375), 3-й барон Сэй[6].